# Oberteuringen
Oberteuringen es un municipio situado en el distrito de Bodensee, en el estado federado de Baden-Wurtemberg (Alemania), con una población a finales de 2016 de unos 4787 habitantes.
Se encuentra ubicado al sureste del estado, en la región de Tubinga, cerca de la orilla del lago de Constanza que lo separa de Suiza y Austria.